# 345 California Center
345 California Center – wieżowiec w San Francisco w USA. Lokalnie znany jako Tweezer Towers. Budynek ten został zaprojektowany przez Skidmore, Owings & Merrill (San Francisco) w stylu postmodernizmu. Jego budowa zakończyła się w 1986 roku i był to najwyższy gmach wybudowany w latach 80. Budynek ma 211,8 metra wysokości licząc do dachu, 48 kondygnacji nadziemnych i 2 podziemne, 53 037 m² powierzchni użytkowej oraz 12 wind. Jest to 3. co do wysokości budynek w San Francisco i ostatni mający ponad 200 metrów wysokości. Poza nim ponad 200 metrów mają jeszcze: Transamerica Pyramid i 555 California Street. Układ funkcjonalny obejmuje: parking na piętrach podziemnych, sklepy i lobby od parteru do 4 piętra, biura od 5 do 35 piętra, piętra techniczne 36. i 37. oraz hotel na najwyższych kondygnacjach (Mandarin Oriental Hotel). Początkowo piętra, które obecnie zajmuje hotel miały zawierać apartamenty przeznaczone na sprzedaż, jednak w trakcie budowy zmieniono plany.